# 大塚友広
大塚 友広（おおつか ともひろ、1983年1月6日 - ）は、日本の実業家で、ゴルフコーチも務める。

## 来歴
群馬県富岡市出身。東京都株式会社イノベーションに新卒入社。IT系企業を起業後にバイアウト、富岡市が公募した世界遺産まちづくり部観光マネージャーに就任した。
2015年にブランドコンサルティング企業izuru株式会社を設立し、代表取締役となる。
2017年に趣味としていたゴルフの指導書を出版、広く反響があり、2018年に2冊目を刊行している。
2020年には3冊目となる『マンガで身につく! 普通のビジネスマンがゴルフ歴たった1年でスコア70台を出したメソッド。』を幻冬舎から出版している。
アジアジュニアゴルフ協会（AJGA）理事兼GM。法人営業デジタル化協会理事。

## 著書
- 『ゴルフはインパクトの前後30センチ!』東邦出版、2017年
- 『ゴルフ歴1年で70台に突入できる30cmトレ』東邦出版、2018年
- マンガで身につく！ 普通のビジネスマンがゴルフ歴たった１年でスコア７０台を出したメソッド。幻冬舎、2020年